# Любов по скалата на Рихтер (албум)
„Любов по скалата на Рихтер“ е четвъртият студиен албум на певицата Райна. Издаден е от Пайнер през 2005 година и включва 14 песни. Най-голям успех постигат „Любов по скалата на Рихтер“, „Летен грип“, „Нямо сърце“, „По всяко време“, „И това е любов“ дует с Константин.

## Песни
1. „Чиста проба завист“
2. „Това ми е специалността“
3. „Още колко“
4. „Любов по скалата на Рихтер“
5. „И това е любов“ (дует с Константин)
6. „По всяко време“
7. „От любов понякога боли“
8. „Като летен грип“
9. „Готино момче“
10. „Нощни птици“
11. „Вече мога“
12. „Нямо сърце“
13. „Белязана с името ти“
14. „По-полека“

## Видеоклипове
| Видеоклип                  | Премиера | Албум                      | Режисьор                |
| -------------------------- | -------- | -------------------------- | ----------------------- |
| И това е любов             | 2005     | Любов по скалата на Рихтер | Людмил Иларионов — Люси |
| Любов по скалата на Рихтер | 2005     | Любов по скалата на Рихтер | Людмил Иларионов — Люси |
| Това ми е специалността    | 2005     | Любов по скалата на Рихтер | Николай Скерлев         |
| Като летен грип            | 2006     | Любов по скалата на Рихтер | Людмил Иларионов — Люси |
| По всяко време             | 2006     | Любов по скалата на Рихтер | Николай Скерлев         |

## ТВ Версии
| Видеоклип                  | Албум                      | Програма                                  |
| -------------------------- | -------------------------- | ----------------------------------------- |
| Нямо сърце                 | Любов по скалата на Рихтер | Коледна програма „Рождество“              |
| По-полека                  | Любов по скалата на Рихтер | Новогодишна програма „Новогодишен тайфун“ |
| Любов по скалата на Рихтер | Любов по скалата на Рихтер | Лятна програма „Лятна фиеста“             |

## Музикални изяви

### Участия в концерти
- 4 години телевизия „Планета“ – изп. „И това е любов“ и „Любов по скалата на Рихтер“
- Награди на телевизия „Планета“ за 2005 г. – изп. „Като летен грип“ и „Ти си ми всичко“
- Награди на списание „Нов фолк“ за 2005 г. – изп. „По всяко време“
- Турне „Планета Прима“ 2006 – изп. „Ти си ми всичко“, „Любов по скалата на Рихтер“, „По-полека“, „Думите не стигат“, „По всяко време“ и „Като летен грип“
- Концерт „Планета Мура Мега“ – изп. „Ти си ми всичко“, „Любов по скалата на Pихтер“, „По всяко време“ и „Като летен грип“
- 5 години телевизия „Планета“ – изп. „Ние знаем как“ и „Като летен грип“